# Henriëtte Coclet
Rosalie Henriëtte Coclet (Luik, 15 januari 1866 – aldaar, 6 maart 1945) was een Belgisch componist.
Ze werd geboren als dochter van musicus Nicolas Joseph Coclet en Josephine Augustine Delcomminette. In 1906 trouwde ze met verzekeringsdirecteur Edmond Eugene Jean Hubert Van den Boorn, met als getuigen Théodore Radoux en Jules Ghymers, beiden docent aan het Koninklijk Conservatorium Luik.
Ze kreeg haar muzikale opleiding aan het Luikse conservatorium, met lessen van Jean-Théodore Radoux en Sylvain Dupuis. Ze won eerste prijzen met solfège, harmonieleer en fuga. Van 1892 tot 1913 gaf ze harmonieleer aan datzelfde instituut.
In 1888 zong Aaltje Noordewier-Reddingius liederen van haar in het Concertgebouw te Amsterdam.
Van haar hand verschenen onder meer:
- Andante symphonique (1894)
- de cantate Callirhoe (1895, Prix de Rome)
- Douze mélodies (1898, ze schonk een gedrukt exemplaar aan Alphons Diepenbrock); in 2008 herdrukt in de Verenigde Staten.
- Symfonie (1904)
- Sonate voor viool (1907)
- Renouveau (symfonisch gedicht, 1913)
- Symphonie Wallonie (1923)
- Vers l ‘Infini voor cello en orkest
- Le chant de la fileuse

- Bibliothèque nationale de France: cb16437763t (data)
- Gemeinsame Normdatei: 1089755791
- International Standard Name Identifier: 0000 0000 5102 9904
- Library of Congress Control Number: no2008171277
- MusicBrainz: 6befd88f-1a5a-4e70-ab69-03dece06c61b
- Nederlandse Thesaurus van Auteursnamen: 185159788
- Virtual International Authority File: 26894254
- WorldCat: E39PBJmhK3xKgRmMvHXKFtTrbd